# Botafumeiro
El botafumeiro és un dels símbols més coneguts i populars de la catedral de Santiago de Compostel·la, a Galícia. Es tracta d'un enorme encenser. La seva exhibició costa al voltant de 300 €, import que paguen alguns dels pelegrins a la seva arribada a la Catedral, en cas d'estar-hi interessat.
El botafumeiro només es pot admirar a la catedral en les misses solemnes. La resta dels dies és substituït per un altre encenser conegut com "La Carxofa", que també està realitzat en metall blanc.

## Història
L'origen del botafumeiro se situa el 1554. Va ser construït gràcies a una ofrena del rei Lluís XI de França. L'original estava elaborat en plata i va ser robat per les tropes franceses el 1809 durant la Guerra del Francès. L'encenser va haver de ser substituït per un altre de més modern i menys ostentós. De la plata es va passar al llautó platejat.

## Origen
Igual com altres encensers de les esglésies, el botafumeiro té un origen litúrgic. Tanmateix, aquest és especialment gran a causa del gran nombre de pelegrins que arriben a Santiago, pesa uns 50 quilos i mesura metre i mig d'alçària.
Cal pensar que la Catedral de Sant Jaume de Compostel·la, com totes les catedrals de peregrinació, permetia als pelegrins que dormissin a l'interior, cosa que provocava una fortor molt desagradable, i d'aquí que hi hagués la necessitat de tenir un encenser tan gros.
L'origen del nom és òbviament gallec, i significa literalment en català treufum.